# Distretto di Denkyira Superiore
Il distretto di Denkyira Superiore (ufficialmente Upper Denkyira District, in inglese) era un distretto della regione Centrale del Ghana.
Soppresso nel 2008 il suo territorio è stato diviso nei distretti di Denkyira Superiore Est (capoluogo: Dunkwa-On-Offin) e Denkyira Superiore Ovest (capoluogo: Diaso). 